# Las Yayas de Viajama
Las Yayas de Viajama je mesto v provinci Azua v Dominikanski republiki. 